# Sunsmart Victorian Open 1977
Il Sunsmart Victorian Open 1977 è stato un torneo di tennis giocato sull'erba. È stata la 5ª edizione del torneo, che fa parte del WTA Tour 1977. Si è giocato a Melbourne in Australia dal 21 al 27 novembre 1977.

## Campionesse

### Singolare
Evonne Goolagong ha battuto in finale  Wendy Turnbull con il punteggio di 6–4, 6–1

### Doppio
Evonne Goolagong /  Betty Stöve hanno battuto in finale  Patricia Bostrom /  Kym Ruddell con il punteggio di 6–3, 6–0